# Бахча-У

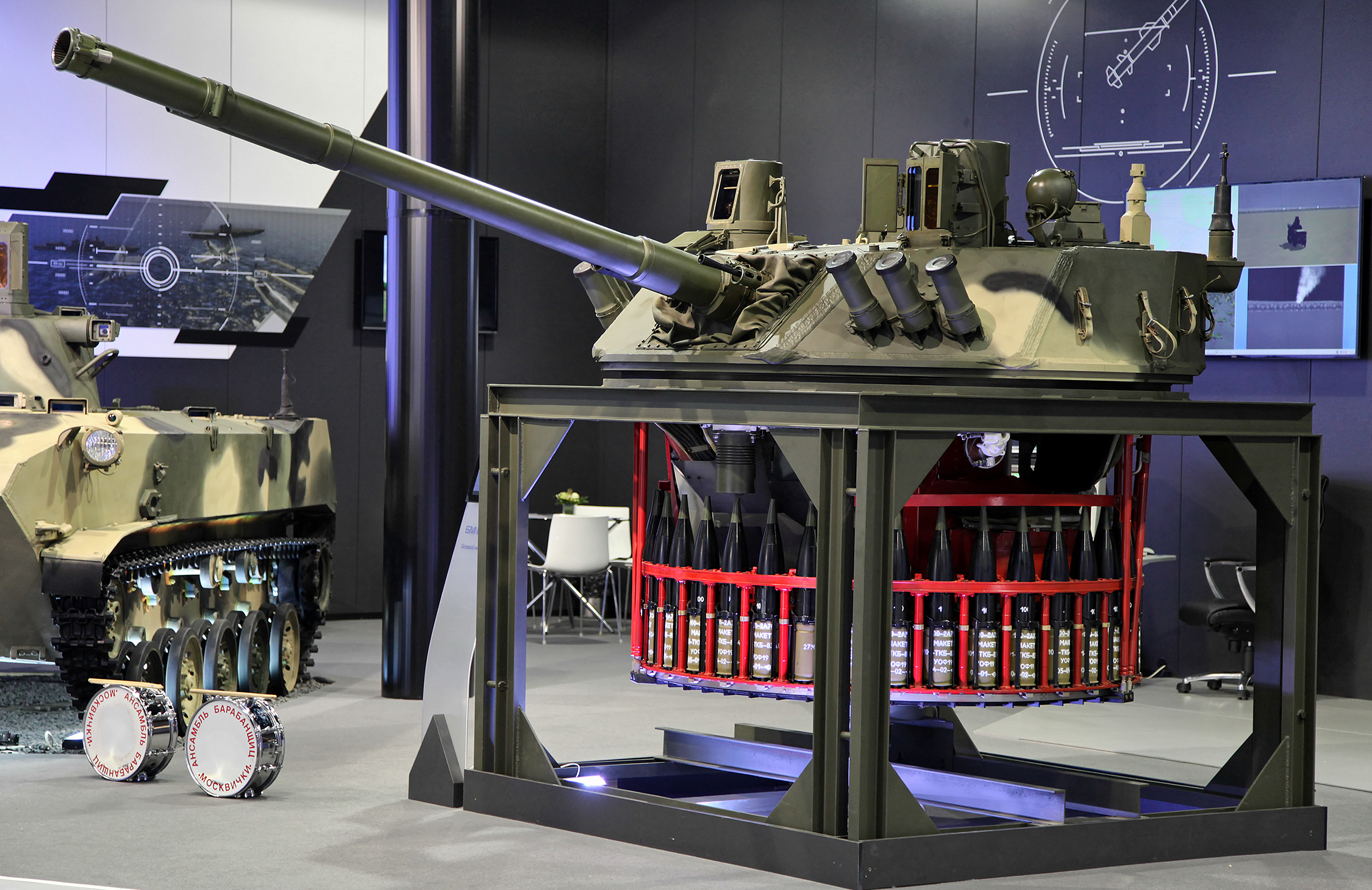
Бахча-У на выставке «Технологии в машиностроении» в 2014 году.

«Бахча-У» — российский универсальный боевой модуль (башня с комплексом вооружения), созданный в тульском КБ приборостроения, предназначенный для установки на боевые машины, такие как БМП-2, БМП-3, БТР-90, БМД-4, БМД-4М, а также для катеров, кораблей и стационарных объектов.
Эффективен для ведения боевых действий мотострелковыми подразделениями в наступлении и обороне без поддержки танков и артиллерии.
Вооружение стабилизировано в двух плоскостях, это позволяет вести точный огонь в движении по пересечённой местности.

## Основные характеристики
- Боевая масса, кг 3600—3980

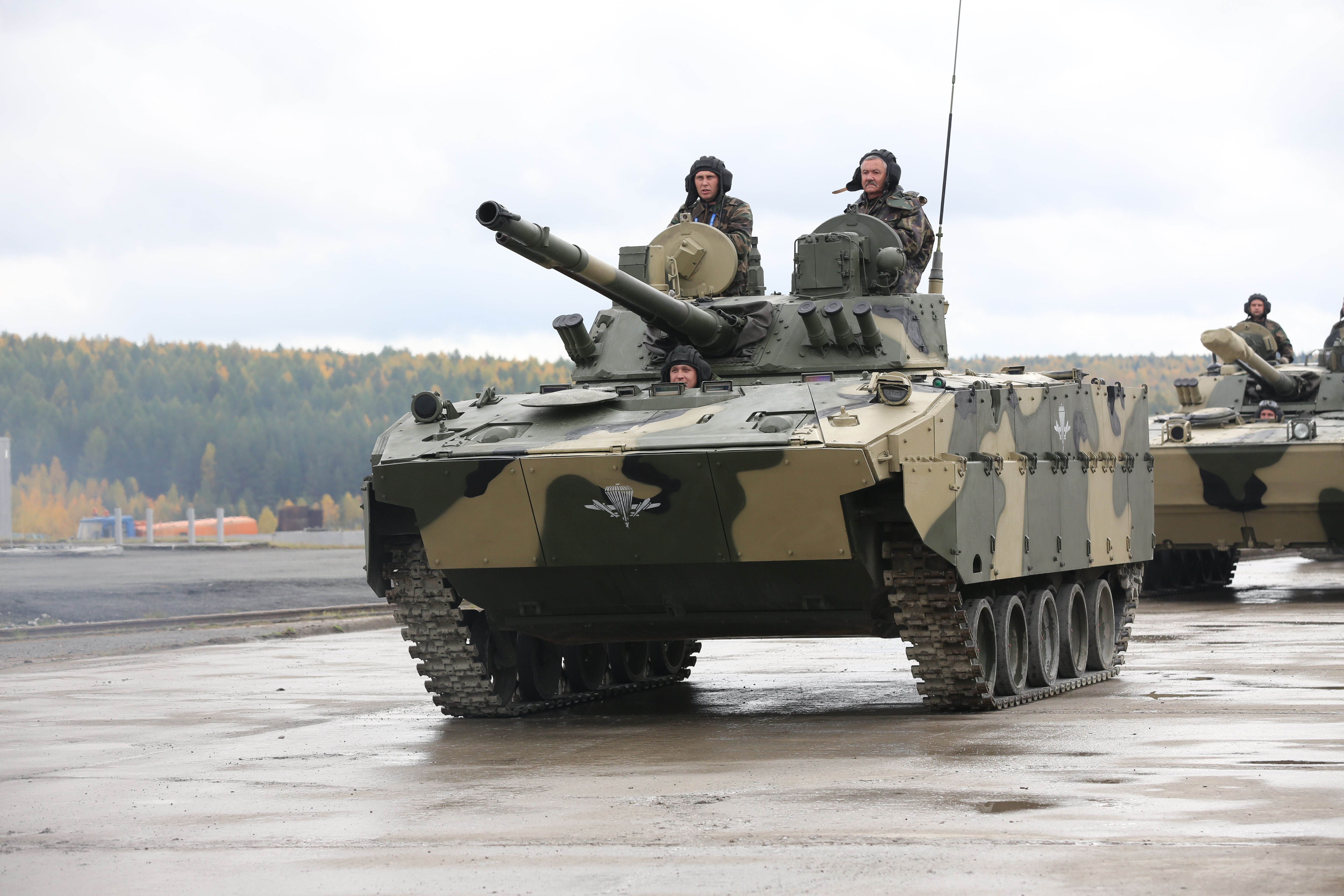
Бахча-У на БМД-4М.

- Боекомплект управляемых ракет (УР), шт 4
- Боекомплект 100-мм ОФС, шт 34
- Боекомплект 30-мм ОФЗ, ОТ/БП, БТ, шт. 245/255
- Боекомплект 7,62-мм патронов, шт. 2000
- Система управления огнём всесуточная автоматическая
- Прицел наводчика с визирным, тепловизионным, дальномерным каналами и каналом наведения УР
- Панорамный прицел командира с телевизионным и дальномерным каналами
- Оснащен системой измерения координат (GPS/ГЛОНАСС), что обеспечивает ведение стрельбы 100-мм ОПУ с закрытых огневых позиций

## Вооружение
- 100-мм орудие-пусковая установка 2A70
- 30-мм автоматическая пушка 2A72
- 7,62-мм пулемёт ПКТ

## Производство
Модуль «Бахча-У» начали производить в мае 2005 года на заводе «Щегловский вал». В течение трёх лет по ГОЗ был выпущен 31 модуль.

## Источник
1. ↑  ОАО КБП: Комплексы вооружения легкобронированной техники и танков : Бахча-У Архивная копия от 7 января 2014 на Wayback Machine
2. ↑  КБП, Новости (недоступная ссылка)